# Юрьев, Элли Михайлович
Элли Миха́йлович Ю́рьев (25 марта 1936, Исаково, Чувашская АССР — 17 января 2001, Чебоксары) — советский и российский художник, график-иллюстратор, медальер.
Народный художник Чувашской Республики, лауреат Государственной премии Чувашской Республики им. К. В. Иванова, почётный гражданин города Чебоксары.
Автор герба и флага Чувашской Республики, герба столицы Чувашии.

## Биография
Отцом будущего художника был чувашский журналист, поэт, переводчик Михаил Иванович Юрьев. Элли Михайлович служил в Советской Армии (1955—1958). Окончил факультет живописи Тбилисской государственной академии художеств (1964). С 1964 являлся художественным редактором, в 1969—1986 — старшим художественным редактором Чувашского книжного издательства, главным художником г. Чебоксары (1969—1976), художником Чувашского творческо-производственного комбината Художественного фонда РСФСР (1977—1980), художником-постановщиком Чебоксарской студии телевидения (1980—1982). Преподавал книжную графику в Чебоксарском художественном училище (1965—1967), на художественно-графическом факультете Чувашского государственного педагогического университета (1970-е, 1998—2001).
В 1950—начале 1960-х Э. М. Юрьев занимался парашютным и планерным спортом в Чебоксарском ависпортклубе (ЧАСК). Эти увлечения отразились в целом ряде его живописных и графических произведений.
Э. М. Юрьев начал свою творческую деятельность в 1962 г., ещё в годы учёбы в художественном вузе, оформив в кратчайшие сроки книгу, посвященную первому полету Космонавта-3 А. Г. Николаева, уроженца Чувашской Республики.
Умер 17 января 2001 года в Чебоксарах.

## Семья
Галина Алексеевна Юрьева — жена художника Элли Юрьева. Работала на ЧПЗ, участвовала в работе предвыборного штаба Николая Фёдорова и впоследствии заняла рабочее место в приёмной Президента Чувашии Николая Фёдорова.

## Творчество

### Монета Госбанка СССР

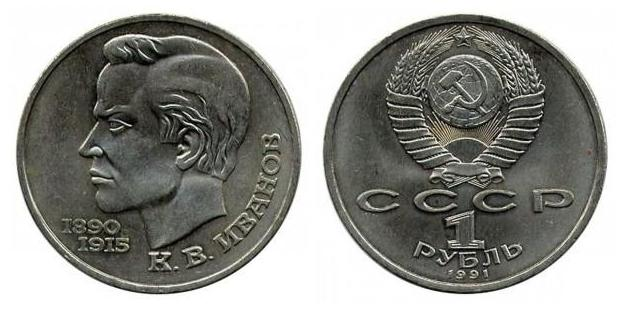
Монета Государственного банка СССР (1 рубль), выпущенная к 100-летию со дня рождения К. В. Иванова

- К. В. Иванов, 100 лет

### Живопись
- Рейс 407. 1977. Х., м. 179 х 179,5. ЧГХМ. КП-8776.
- Домой. 1987. Х., м. 48,5 х 70. ЧГХМ. КП-8736.
- Утренняя песня. 1977. Х., м. ЧГХМ.
- Автопортрет. 1977. Х., м.
- Натюрморт с африканской маской. 1980. Х., м.
- «Свежий ветер», «Мама, мы улетаем». 1981. Х., м. ЧГХМ.
- Над московским проспектом. Март. 1985. Х., м. ЧГХМ.
- Лето, ах, лето! 1988. Х., м. ЧГХМ.

### Графика
- Портрет парашютистки Леры. 1974. Бумага, карандаш. 62 х 50. ЧГХМ
- Портрет рекордсменки мира М. П. Костиной. 1984. Бумага, карандаш. 50 х 58,5. ЧГХМ.

### Серии графики
- «Строительство Чебоксарской ГЭС» (1968—1971)
- «Болгария» (1973)
- «Моя деревня Сирикли» (1976)
- «Вьетнам» (1981)
- «Валаам» (1991)

### Книжная графика
- «Слово о полку Игореве» (1963)
- Ухсай Я. «Раб дьявола» (1967)
- Поэты Франции (1968)
- Сейфуллина Л.Н. и др. Повести (1981) Виринея. Красный десант. Сорок первый.
- Иванов К. В. Нарспи (1985)
- Иванов К. В. Сочинения (1990)
- Яковлев И. Я. Завещание чувашскому народу (1992)
- Павлов Ф. Сочинения (1992)

### Плакаты
- «Ян Амос Коменский» (1970)
- «Альбрехт Дюрер» (1971)
- Плакат «100 лет новой чувашской письменности» (1971).

### Оформление конвертов грампластинок
- Мелодии Чувашии. Ираида Вдовина поет чувашские народные песни. Фирма «Мелодия». 1973.

## Выставки и музеи
- Выставка произведений Э. М. Юрьева (к 50-летию со дня рождения). ЧГХМ. Март — апрель 1986.
- Выставка произведений Э. М. Юрьева (к 60-летию со дня рождения). ЧГХМ. Март — апрель 1996.
- Памятная выставка произведений Э. М. Юрьева (к 70-летию со дня рождения). ЧГХМ. Март — апрель 2006.
- «Творческое наследие Э. М. Юрьева. К 80-летию автора государственной символики Чувашии». ЧГХМ. Март — апрель 2016.
- «Остановись, мгновение. Юрьев и фото». Выставка фотографического наследия Э. М. Юрьева. ЦСИ ЧГХМ. Чебоксары. С 2 декабря 2016 г.

## Награды и признание
- Заслуженный художник Чувашской АССР (1976)
- Государственная премия Чувашской АССР им. К. В. Иванова (1990)
- Почётный гражданин села Порецкое Чувашской Республики (1992)
- Народный художник Чувашской Республики (1993)
- Почётный гражданин города Чебоксары (1996)
- Почетный гражданин Красноармейского района Чувашской Республики (2012)

## Память

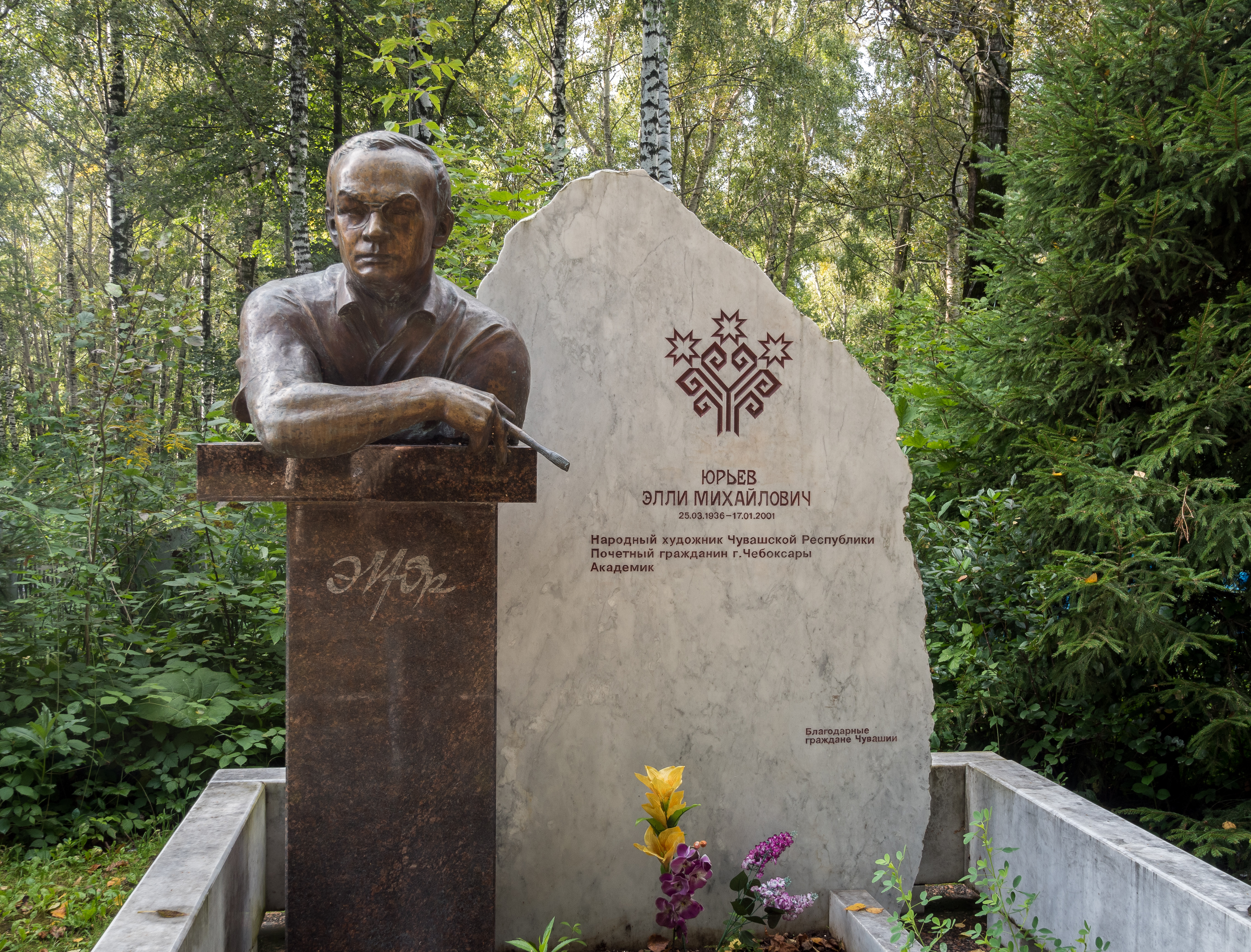
Могила Э. М. Юрьева в Чебоксарах

- Похоронен на мемориальном кладбище города Чебоксары.
- Именем Э. М. Юрьева названа Чебоксарская детская художественная школа № 4 (2001).
- Именем Э. М. Юрьева названа улица в г. Чебоксары (2001).
- На доме в г. Чебоксары, где находилась творческая мастерская художника, открыта мемориальная доска (2001).
- Учрежден Международный конкурс детского рисунка на приз им. Э. М. Юрьева.
- Открытие музея-галереи им. Э. М. Юрьева в г. Чебоксары, Чувашской Республики. 2006.
- Открытие музея художника на малой родине, с. Исаково Красноармейского р-на Чувашской Республики. 24 марта 2012.
- Проведена Республиканская научно-практическая конференция «Общественно-художественное значение и актуальность творческого наследия Э. М. Юрьева». ЧГХМ. 27 апреля 2016.[3]